# سلاتینا (شاباتس)
سلاتینا (به صربی: Slatina) یک منطقهٔ مسکونی در صربستان است که در شاباتس واقع شده‌است. سلاتینا ۲۵۱ نفر جمعیت دارد.